# Diaporthe hickoriae
Diaporthe hickoriae är en svampart som beskrevs av Lewis Edgar Wehmeyer 1933. Diaporthe hickoriae ingår i släktet Diaporthe och familjen Diaporthaceae. Inga underarter finns listade i Catalogue of Life.